# أوتوني (قمر)
القمر أوتوني (بالإنجليزية: Autonoe)‏ (باليونانية: Αυτονόη)‏ المعروف أيضاً باسم المشتري الثامن والعشرين (بالإنجليزية: Jupiter XXVIII)‏ هو قمر طبيعي غير نظامي يتحرك بحركة تراجعية تابع لكوكب المشتري.
و ينتمي هذا القمر إلى مجموعة باسيفي المكونة جميعها من أقمار غير نظامية وتتحرك بحركة تراجعية دائرة حول المشتري على مسافة تتراوح بين 22.8 و 24.1 جيجامتر وزاوية ميلان تتراوح تقريباً بين 144.5° و 158.3°.

## اكتشافه
اكتشف هذا القمر فريق من علماء الفلك من جامعة هاواي بقيادة سكوت شيبارد في عام 2001 للميلاد، وتمت تسميته مؤقتاً بالاسم S/2001 J 1.
تمت تسميته رسمياً في شهر أغسطس من العام 2003 م.

## خصائصه
يدور هذا القمر حول كوكب المشتري على مسافة متوسطة تبلغ 24,264ميغامتر في 772.168 يوماً، بزاوية ميل يبلغ قدرها 151° درجة في اتجاه (°150 من خط الاستواء في المشتري) حسب مسير الشمس مع شذوذ مداري يبلغ قدره 0.369.
و يبلغ قطر هذا القمر حوالي أربعة كيلومترات.